# Imaginative Tales
Imaginative Tales fue una revista estadounidense de ciencia ficción y fantasía lanzada en septiembre de 1954 por Greenleaf Publishing Company, editorial propiedad de William Hamling. Se creó como una revista complementaria de Imagination, que Hamling había comprado a la editorial Clark Publishing de Raymond A. Palmer.
La revista nació como un medio para la publicación de novelas de fantasía humorística y los primeros números incluían relatos de autores como Charles F. Myers o Robert Bloch. Al cabo de un año, Hamling cambió este enfoque por el de la ciencia ficción y su contenido pasó a ser similar al de Imagination, publicando sencillas óperas espaciales. En 1958, ante el gran interés del público por el espacio, Hamling cambió el título por el de Space Travel, pero el efecto sobre las ventas fue escaso. La tirada de la revista se vio afectada por el auge del libro de bolsillo y la liquidación en 1957 de American News Company, una importante compañía de distribución editorial, dificultó aún más la supervivencia de las pequeñas revistas como ésta. Hamling decidió dejar de publicar tanto Imaginative Tales como Imagination en 1958, para invertir el dinero en Rogue, una revista dirigida al público masculino que había creado en 1955 emulando a Playboy.

## Historia editorial
Las revistas estadounidenses de ciencia ficción aparecieron por primera vez en la década de 1920 con el lanzamiento de Amazing Stories, una revista pulp publicada por Hugo Gernsback. La escasez de papel a causa de la Segunda Guerra Mundial interrumpió el creciente mercado del género, pero a finales de la década de 1940 comenzó a recuperarse de nuevo. De apenas ocho revistas activas en 1946, se pasó a veinte en 1950 y otras veintidós comenzaron a publicarse en 1954. Uno de estos nuevos títulos fue Imagination, lanzada a finales de 1950 por Raymond A. Palmer, que había dejado recientemente Ziff-Davis, donde había sido editor de Amazing Stories. En septiembre de 1950 Ziff-Davis decidió trasladarse a Nueva York desde Chicago y Palmer vendió Imagination a William Hamling, un editor de Ziff-Davis que no quería trasladarse y que, al igual que Palmer, optó por convertirse en editor independiente.
En 1954 Hamling creó una revista de fantasía como complemento de Imagination, a la que puso el título de Imaginative Tales; el historiador de la ciencia ficción Mike Ashley cree que Hamling tomó la decisión de iniciar la publicación de esta segunda revista sorprendentemente tarde, ya que podría haber sido más rentable hacerlo antes, durante el boom de las revistas de ciencia ficción, ya que a finales de 1954 este auge se estaba desvaneciendo.
Cuando Hamling, mediante un comentario editorial en Imagination, anunció el nacimiento de la revista, dijo: «En estos momentos no sabemos si se trata de una revista o de un libro de bolsillo en forma de revista», añadiendo que normalmente se publicarían obras de extensión similar a la de un libro. El formato de la revista fue inicialmente similar al de Galaxy Science Fiction Novels, una colección de novelas en tamaño digest iniciada en 1950 como complemento de Galaxy Science Fiction.
Frank M. Robinson, un escritor de ciencia ficción amigo de Hamling, sugirió cambiar el título de Imaginative Tales por el de Caravan y publicar novelas de aventuras para hombres. Hamling conocía a Hugh Hefner, el editor de Playboy, y Hefner organizó un almuerzo con el distribuidor de Playboy para hablar sobre esta idea. El distribuidor no se mostró muy convencido y Hamling le propuso la idea de una revista que compitiera con Playboy. El resultado fue Rogue, que resultó ser más rentable que cualquiera de los títulos de ciencia ficción de Hamling.
A finales de la década de 1950 los libros de bolsillo estaban desplazando a las revistas en los quioscos y había una resistencia generalizada entre los distribuidores a abastecerse de nuevas revistas. En 1957 se produjo un nuevo revés con la quiebra de American News Company, la distribuidora de revistas más importante de Estados Unidos. El revuelo resultante supuso el fin de muchas publicaciones de ciencia ficción. Hamling cambió el título de Imaginative Tales a Space Travel en el número de julio de 1958, con la esperanza de aprovechar el interés del público por los primeros años del programa espacial. El cambio no se reflejó en las ventas, aunque Ashley lo atribuye a la falta de interés de los distribuidores por nuevas revistas. A finales de 1958 se dejaron de publicar los dos títulos de ciencia ficción y Hamling invirtió el dinero en Rogue.

## Contenidos y recepción

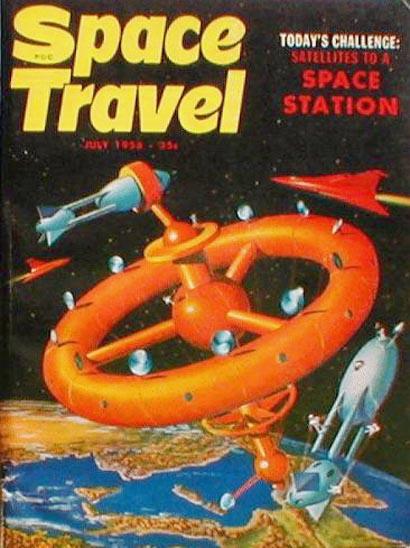
Primer número bajo el título Space Travel, de fecha julio de 1958; la portada es obra de Malcolm Smith.